# Canotaj la Jocurile Olimpice de vară din 2020 - Opt rame cu cârmaci masculin
Proba masculină de canotaj opt rame cu cârmaci de la Jocurile Olimpice de vară din 2020 a avut loc în perioada 24-28 iulie 2021 pe Sea Forest Waterway.

## Program
Orele sunt ora Japoniei (UTC+9) 
| Data                    | Timp | Etapă        |
| ----------------------- | ---- | ------------ |
| Duminică, 25 iulie 2021 | 9:00 | Calificări   |
| Miercuri, 28 iulie 2021 | 8:30 | Recalificări |
| Vineri, 30 iulie 2021   | 8:45 | Finala       |

## Rezultate

### Calificări

#### Calificări - cursa 1
| Loc | Concurenți | Țară                       | Timp    | Note |
| --- | --- | -------------------------- | ------- | ---- |
| 1   | Johannes Weißenfeld, Laurits Follert, Olaf Roggensack, Torben Johannesen, Jakob Schneider, Malte Jakschik, Richard Schmidt, Hannes Ocik                                       | Germania                   | 5:28,95 | C    |
| 2   | Ben Davison, Justin Best, Alex Miklasevich, Austin Hack, Alexander Richards, Conor Harrity, Liam Corrigan, Julian Venonsky                                                    | Statele Unite ale Americii | 5:30,57 | R    |
| 3   | Alexandru Petrișor Chioseaua, Florin-Sorin Lehaci, Constantin Radu, Sergiu-Vasile Bejan, Vlad-Dragoș Aicoboae, Constantin Adam, Florin-Nicolae Arteni-Fîntînariu, Ciprian Huc | România                    | 5:39,84 | R    |
| 4   | Nicholas Lavery, Jack O'Brien, Josh Booth, Simon Keenan, Nicholas Purnell, Timothy Masters, Angus Dawson, Angus Widdicombe                                                    | Australia                  | 5:43,66 | R    |

#### Calificări - cursa 2
| Loc | Concurenți | Țară           | Timp    | Note |
| --- | --- | -------------- | ------- | ---- |
| 1   | Bjorn van den Ende, Ruben Knab, Jasper Tissen, Simon Van Dorp, Maarten Hurkmans, Bram Schwarz, Mechiel Versluis, Robert Lücken | Olanda         | 5:30,66 | C    |
| 2   | Tom Mackintosh, Hamish Bond, Tom Murray, Michael Brake, Dan Williamson, Shaun Kirkham, Matt Macdonald, Phillip Wilson          | Noua Zeelandă  | 5:32,11 | R    |
| 3   | Josh Bugajski, Jacob Dawson, Thomas George, Mohamed Sbihi, Charles Elwes, Oliver Wynne-Griffith, James Rudkin, Thomas Ford     | Marea Britanie | 5:34,40 | R    |

### Recalificări
| Loc | Concurenți | Țară                                                                            | Timp                       | Note    |   |
| --- | ---------- | ------------------------------------------------------------------------------- | -------------------------- | ------- | - |
| 1   | 3          | Mackintosh Bond Murray Brake Williamson Wilson Kirkham Macdonald Bosworth ( c ) | Noua Zeelandă              | 5:22,04 | C |
| 2   | 4          | Bugajski Dawson George Sbihi Elwes Wynne-Griffith Rudkin Ford Fieldman ( c )    | Marea Britanie             | 5:23,32 | C |
| 3   | 2          | Davison Best Miklasevich Hack Richards Mead Harrity Corrigan Venonsky ( c )     | Statele Unite ale Americii | 5:23,43 | C |
| 4   | 5          | Lavery O'Brien Booth Keenan Purnell Masters Dawson Widdicombe Sim ( c )         | Australia                  | 5:25,06 | C |
| 5   | 1          | Chioseaua Lehaci Radu Bejan Aicoboae Adam Arteni-Fîntînariu Huc Munteanu ( c )  | România                    | 5:27,14 |   |

### Finala A
| Loc | Culoar | Concurenți                                                                           | Țară                       | Timp    | Note |
| --- | ------ | ------------------------------------------------------------------------------------ | -------------------------- | ------- | ---- |
| 1   | 2      | Mackintosh Bond Murray Brake Williamson Wilson Kirkham Macdonald Bosworth ( c )      | Noua Zeelandă              | 5:24,64 |      |
| 2   | 3      | Weißenfeld Follert Roggensack Johannesen Schneider Jakschik Schmidt Ocik Sauer ( c ) | Germania                   | 5:25,60 |      |
| 3   | 5      | Bugajski Dawson George Sbihi Elwes Wynne-Griffith Rudkin Ford Fieldman ( c )         | Marea Britanie             | 5:25,73 |      |
| 4   | 1      | Davison Best Miklasevich Hack Richards Mead Harrity Corrigan Venonsky ( c )          | Statele Unite ale Americii | 5:26,75 |      |
| 5   | 4      | van den Ende Knab Tissen van Dorp Hurkmans Schwarz Versluis Lücken Berger ( c )      | Olanda                     | 5:27,96 |      |
| 6   | 6      | Lavery O'Brien Booth Keenan Purnell Masters Dawson Widdicombe Sim ( c )              | Australia                  | 5:36,23 |      |